# Camille Bilger
Pour les articles homonymes, voir Bilger.
Camille Bilger (né le 17 octobre 1879 à Mulhouse, District de Haute-Alsace et mort le 2 mars 1947  à Soultz, Haut-Rhin) est un syndicaliste alsacien et un homme politique français. Il est député de son département natal de 1919 à 1936.

## Biographie

### Un syndicaliste chrétien
Camille Bilger, après ses études primaires fut ouvrier dans une usine textile. Sa vie professionnelle lui fit quitter le bleu pour la blouse en devenant employé, mais son engagement syndicaliste demeurait. Dans l'Alsace-Lorraine allemande, il est en 1907 secrétaire du syndicat chrétien. Devenu français en 1918, il participa à la fondation de la Confédération française des travailleurs chrétiens (CFTC) en novembre 1919. Secrétaire régional de ce syndicat, il en fut ensuite le Président régional, jusqu'en 1946.

### Carrière politique
Sa carrière politique avait débuté avant la guerre de 1914-1918, à Mulhouse, dont il fut élu conseiller municipal en 1910.

#### Député français (1919-1936)

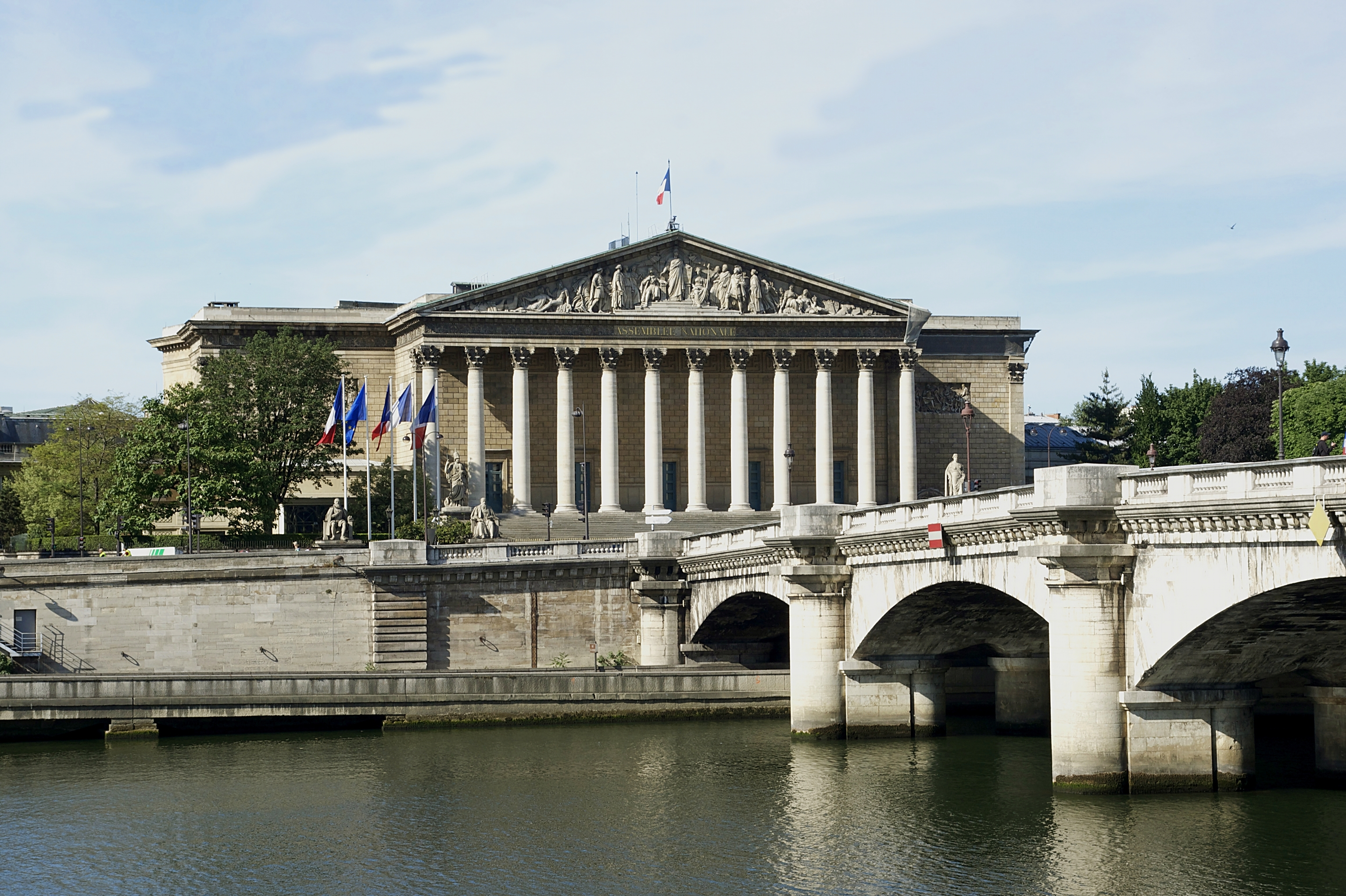
La Chambre des députés à Paris

Aux élections législatives de 1919, candidat d'Union nationale dans le Haut-Rhin, il était élu député. Comme beaucoup d'Alsaciens dont la scolarité s'était faite en allemand, il eut du mal à intégrer les différentes structures sociale et politique en raison de sa méconnaissance de la langue française. Il se mit alors à l'étude du français et réélu en 1924 il pouvait intervenir à la Chambre des députés. Ses interventions  étaient consacrées au domaine social ou aux problèmes régionaux alsaciens. Il siégeait à partir de sa seconde réélection, en 1928 parmi le groupe des « Démocrates populaires ». Réélu en 1932, dans la circonscription de Guebwiller, il défendait les mineurs des exploitations extractives de potasse. En 1936, il fut battu aux élections du Front populaire par le candidat socialiste.

### Membre de la Commission nationale de reconstitution des organisations syndicales (1944 - 1946)
Son ancienneté dans le syndicalisme, et probablement aussi sa rectitude politique et morale, amenaient à sa nomination en septembre 1944  au sein de la Commission nationale de reconstitution des organisations syndicales, en tant que représentant de la CFTC. Connue sous le nom de « Commission d'épuration », vilipendée après 1947 par Force ouvrière, cette commission qui siégea jusqu'en 1946, était loin d'être aux mains des syndicalistes communistes, comme elle en fut suspectée. Camille Bilger fut un des membres les plus assidus de cette commission qui eut à statuer, dans un cadre juridique provisoire et exceptionnel, sur les anciens syndicalistes ayant eu des responsabilités nationales et s'étant plus ou moins compromis dans la collaboration.